# Альбіні Лебланк
Альбіні Лебланк (англ. Albini Leblanc; 1947) — канадський художник, майстер мініатюри мастихіном. Велика частина робіт має формат 15х20, а деякі ще менші. Характерні риси стилю: яскраві фарби, впевнені розмашисті мазки, лаконічно відібрані деталі, часто викривляє простір і самі предмети в дусі імпресіонізму. Станом на 2018 живе і працює в Квебеку, виставляється в галереях Монреаля, Торонто та Ванкувера. Картини можна придбати на аукціонах від $6000.

## Біографія
Альбіні Леблан народився в 1947 році на півострові Гаспе, на сході Канади. Виріс в невеликому містечку в горах. У 1971 році почав свою педагогічну діяльність. Щоб розвантажуватись і відпочивати від викладацької діяльності, став займатися малюванням у кутку свого домашнього підвалу. Спершу копіював пейзажі імпресіоністів. Матеріалами для своїх портретів, пейзажів і натюрмортів обрав пастель і вугілля. Перша виставка відбулася 1979 року. На той час він докладав максимум зусиль, щоб скопіювати реальність, не вносячи своєї інтерпретації. У 1980 почав працювати в техніці мастихіну. В 1984 році вона залишає педагогічну діяльність, переїжджає з родиною в Монреаль і повністю присвячує себе мистецтву.

## Персональні виставки
- 1980 — Galerie Caribou, New-Richmond
- 1983 — Galerie Nationale Restigouche, Nouveau-Brunswick
- 1988 — Galerie Nova, rue Crescent, Монреаль
- 1989 — Galerie St-Paul, Старий Монреаль
- 1990 — Maison d'Art St-Laurent, Монреаль
- 1992 — Galerie Basque, Bic, Rimouski
- 1992 — Galerie l'Heureux, Trois-Rivières
- 1993 — P'tit Bonheur, Pointe-au-Pic
- 1994 — Site historique, Paspébiac
- 1997 — Galerie d'Art l'Insulaire, St-Jean
- 1998—2001, 2004, 2005, 2006, 2007 — Galerie Symbole Art, Salaberry, Монреаль
- 1999 — Michel Blais Gallery, Ванкувер
- 2000, 2003 — Art mode Gallery, Оттава
- 2008 — Galerie d'art Iris
- 2001—2013 — Galerie Symbole Art